# Новокиевское сельское поселение (Волгоградская область)
Новоки́евское се́льское поселе́ние — муниципальное образование в составе Новоаннинского района Волгоградской области.
Административный центр — хутор Новокиевка.

## История
Новокиевское сельское поселение образовано 21 декабря 2004 года в соответствии с Законом Волгоградской области № 970-ОД.

## Население
| 2010 | 2012  | 2013  | 2014  | 2015 | 2016 | 2017 |
| ---- | ----- | ----- | ----- | ---- | ---- | ---- |
| 1094 | ↘1070 | ↘1054 | ↘1022 | ↘988 | ↘954 | ↘933 |
| 2018 | 2019  | 2020  | 2021  |      |      |      |
| ↘901 | ↘858  | ↘815  | ↘799  |      |      |      |

## Состав сельского поселения
| № | Населённый пункт | Тип населённого пункта        | Население |
| - | ---------------- | ----------------------------- | --------- |
| 1 | Дробязкин        | хутор                         | 116       |
| 2 | Махиновский      | хутор                         | 71        |
| 3 | Новокиевка       | хутор, административный центр | 762       |
| 4 | Полтавский       | хутор                         | 102       |
| 5 | Страховский      | хутор                         | 31        |
| 6 | Таловский        | хутор                         | 10        |

### Упразднённые населённые пункты
В 2013 году хутора Ивановский и Красавский.